# 伊賀国分寺跡

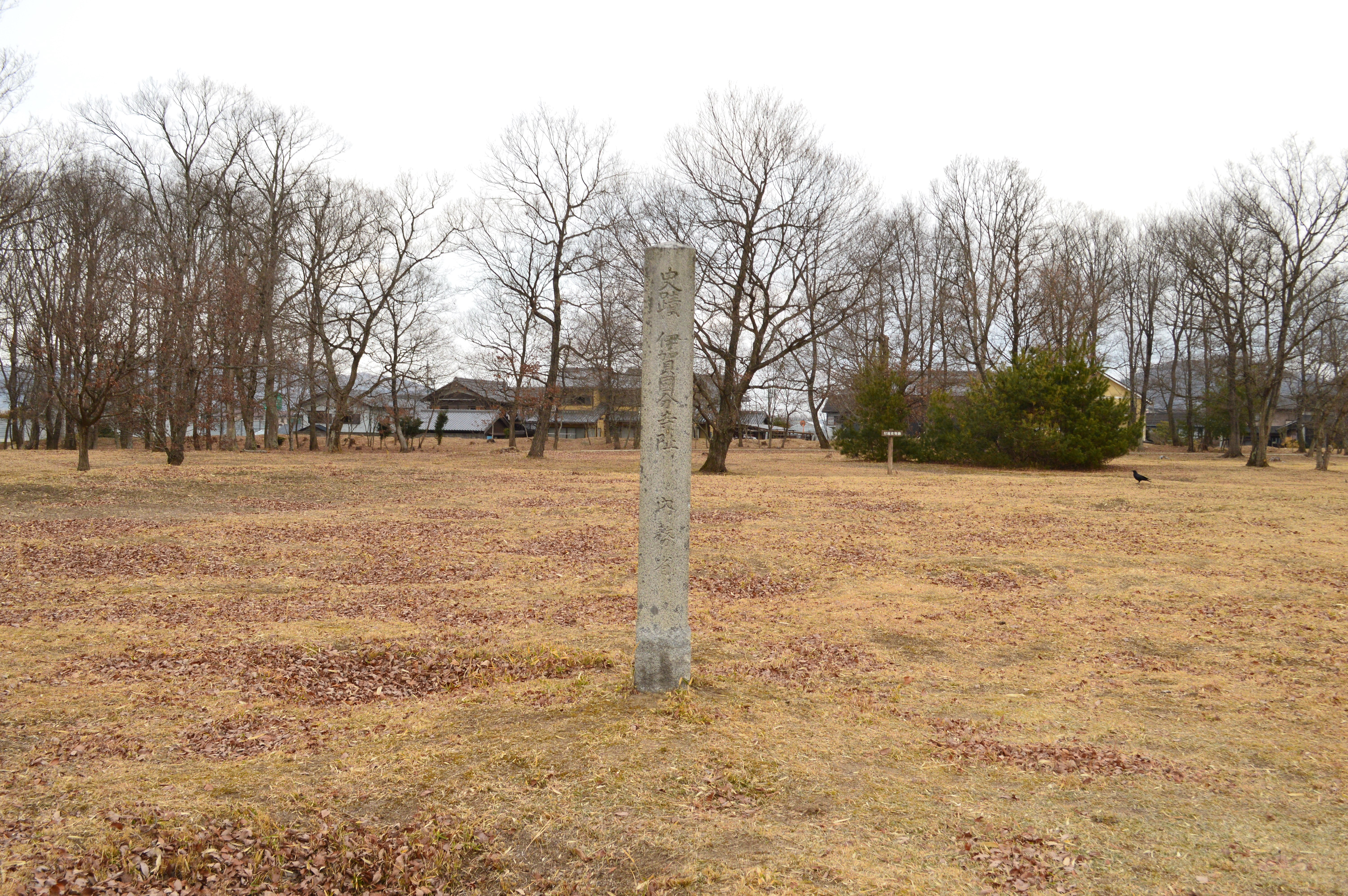
伊賀国分寺阯碑

伊賀国分寺跡（いがこくぶんじあと）は、三重県伊賀市西明寺にある古代寺院跡。国の史跡に指定されている。
奈良時代に聖武天皇の詔により日本各地に建立された国分寺のうち、伊賀国国分僧寺の寺院跡にあたる。本項では伊賀国分尼寺跡と見られる長楽山廃寺跡（国の史跡）についても解説する。

## 概要
伊賀市市街地の南東部、標高約170メートルほどの台地上に位置する古代寺院跡である。東方約200メートルには、国分尼寺跡とされる長楽山廃寺跡が東西に並ぶ形で建立されている。
文献では、古くは延長5年（927年）成立の『延喜式』に国分寺料として5,000束があると見える。また『貞信公記』天暦2年（948年）2月16日条に「国分寺毘沙門金剛力士等振鳴」とあるほか、天喜4年（1056年）2月23日付の「藤原実遠所領譲状」、保安3年（1122年）の「名張郡収納所切符」などにそれぞれ記載が確認されている。中世以後は寺勢が衰退して国分寺の所在も分からなくなったと見られ、当地は「長者屋敷」と称され長者屋敷伝説が伝わっていた。近世初期には国分寺跡は三田廃寺跡（伊賀市三田）に比定されており、西条村（伊賀市西条）にその後継を称する国分寺が存在したが、享保7年（1722年）からは坂之下村（伊賀市坂之下）の楽音寺が国分寺を称するようになり、現在も同地に小堂を残している（北緯34度48分14.25秒 東経136度9分22.10秒 / 北緯34.8039583度 東経136.1561389度）。なお国分尼寺に関しては、近世には法花村（伊賀市法花）の法華寺が後継とされていた。
当地が国分寺跡と注目されるようになったのは大正期に入ってからで、その頃の調査により寺域周囲の土塁や伽藍の基壇が認められ、それを受けて1923年（大正12年）3月に国の史跡に指定された。しかし1944年（昭和19年）9月に海軍飛行場用地のため史跡指定は解除され、掩体壕建設によって遺構の多くが損なわれた。戦後の1948年（昭和23年）1月に国の史跡に再指定され、1961年（昭和36年）2月には指定範囲が変更されて現在に至っている。

## 伽藍

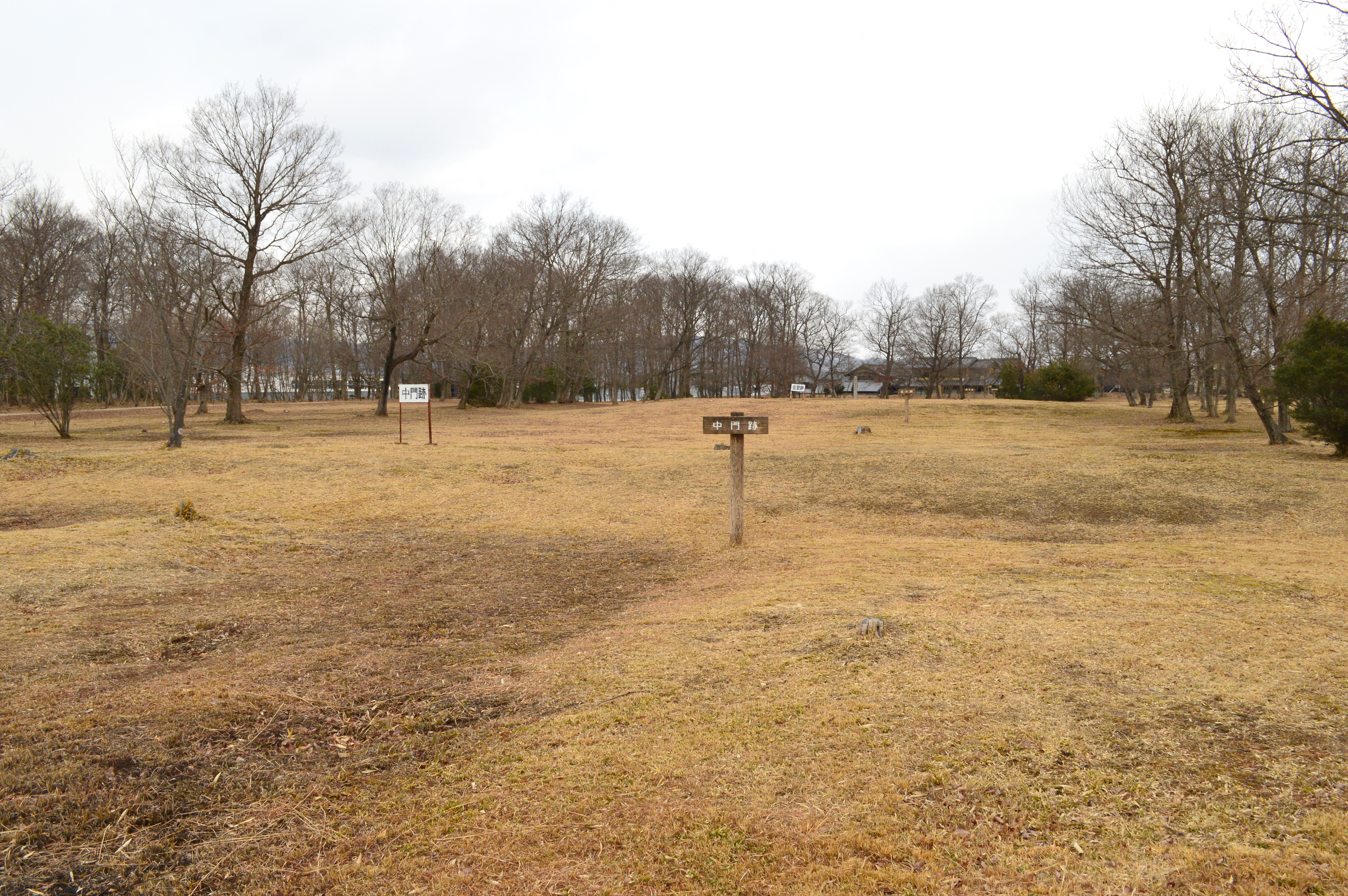
伽藍全景南方から中門・金堂方向を望む。

寺域は東西約220メートル・南北約240メートルで、土塁に囲まれている。中門・金堂・講堂を南北一直線に配し、中門左右から出た回廊が金堂左右に取り付く伽藍配置である。礎石は上野城下の菅原神社造営のため運び出されたといわれ残存しないが、抜取跡が金堂・講堂の土壇に残ることから、いずれも桁行七間・梁行四間の構造と推測される。塔は回廊外の南西方と見られていたが、調査により回廊外東方にもその基壇が認められている。また金堂・講堂の背後には経蔵・鐘楼と見られる基壇が、さらに講堂の背後には僧房・食堂と見られる基壇が見つかっているが、南大門の遺構は確認されていない。これら伽藍の主軸は南北線から東に4度30分傾いており、国分寺周囲で見つかった関連建物跡でも同一方向軸上にあることが確認されている。
寺域からは、奈良時代から鎌倉時代にかけての瓦のほか、土器・陶器が収拾されている。瓦の一部は毛原廃寺跡（奈良県山辺郡山添村）と同笵で、同地の岩屋瓦窯跡で製作のものとされる。

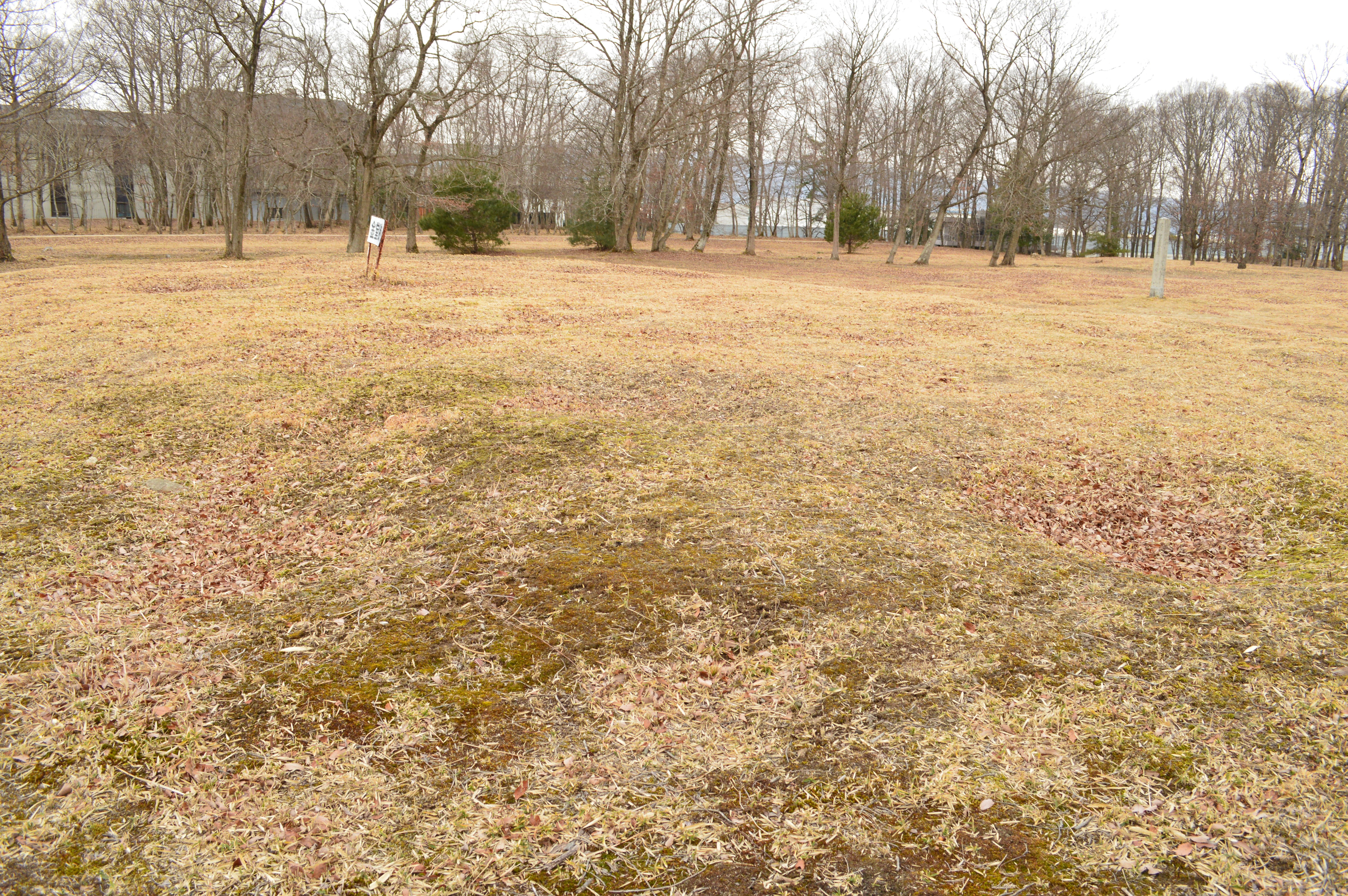
金堂跡
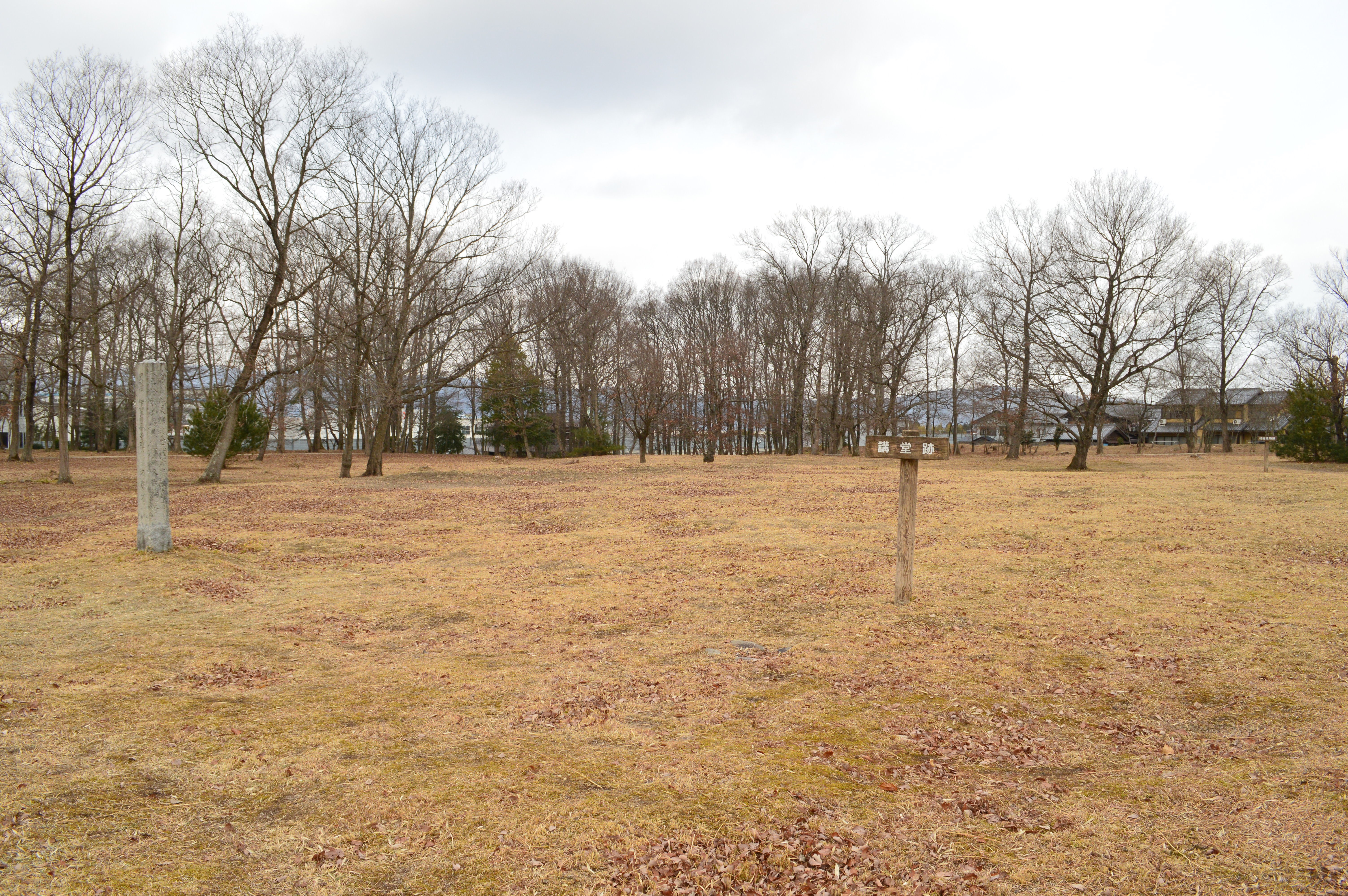
講堂跡
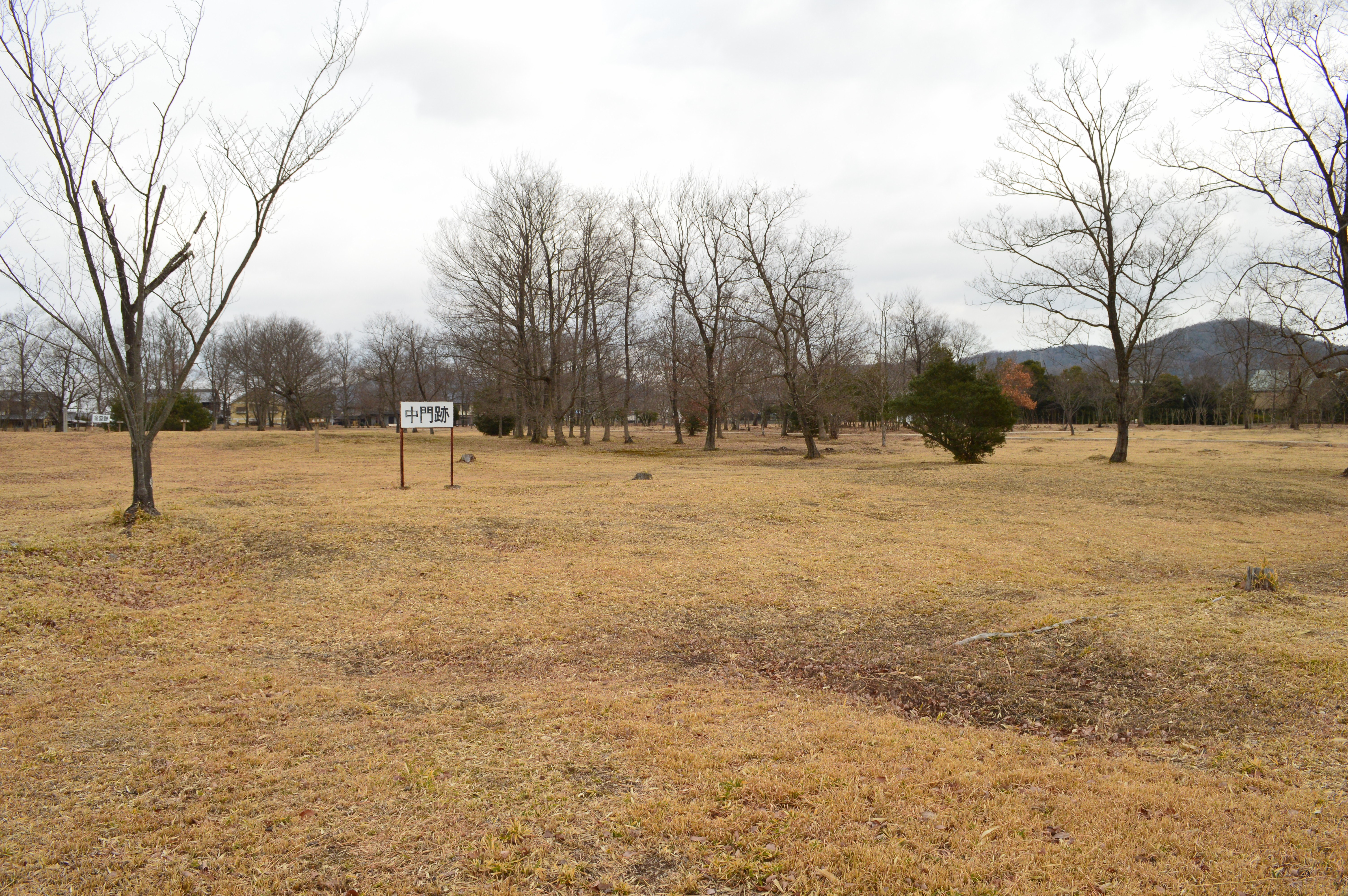
中門跡
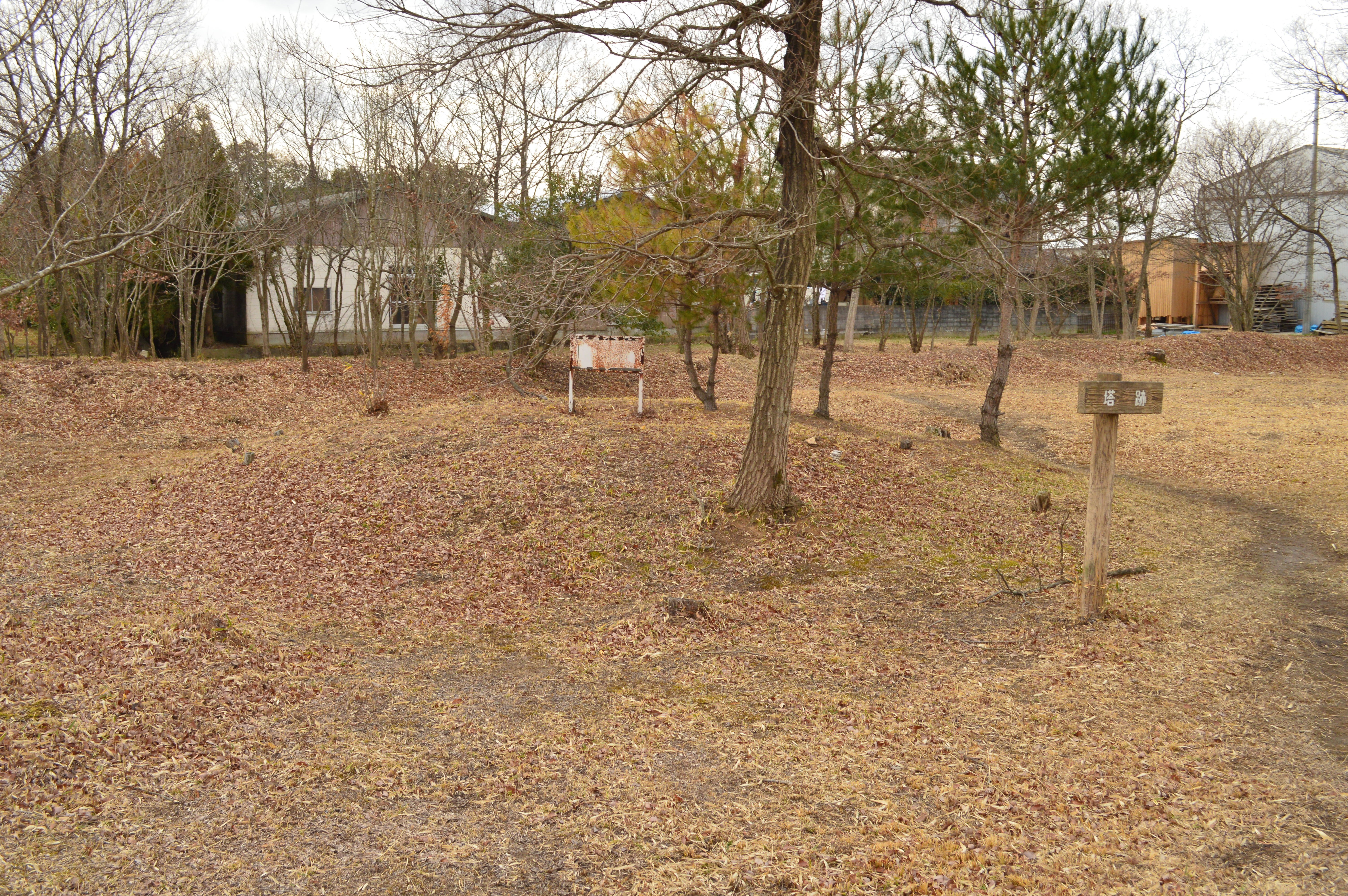
推定塔跡（南西）
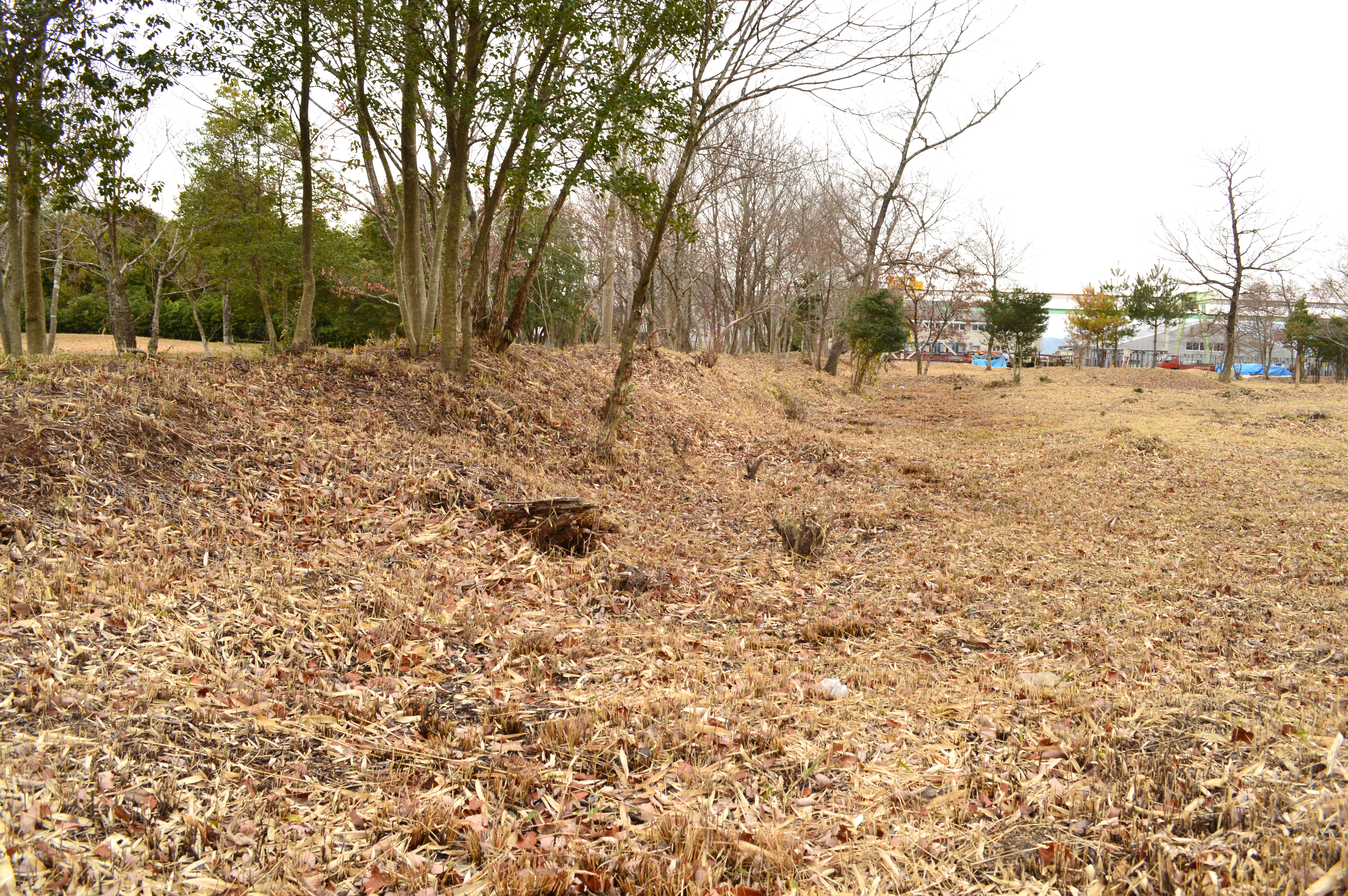
土塁

## 長楽山廃寺跡

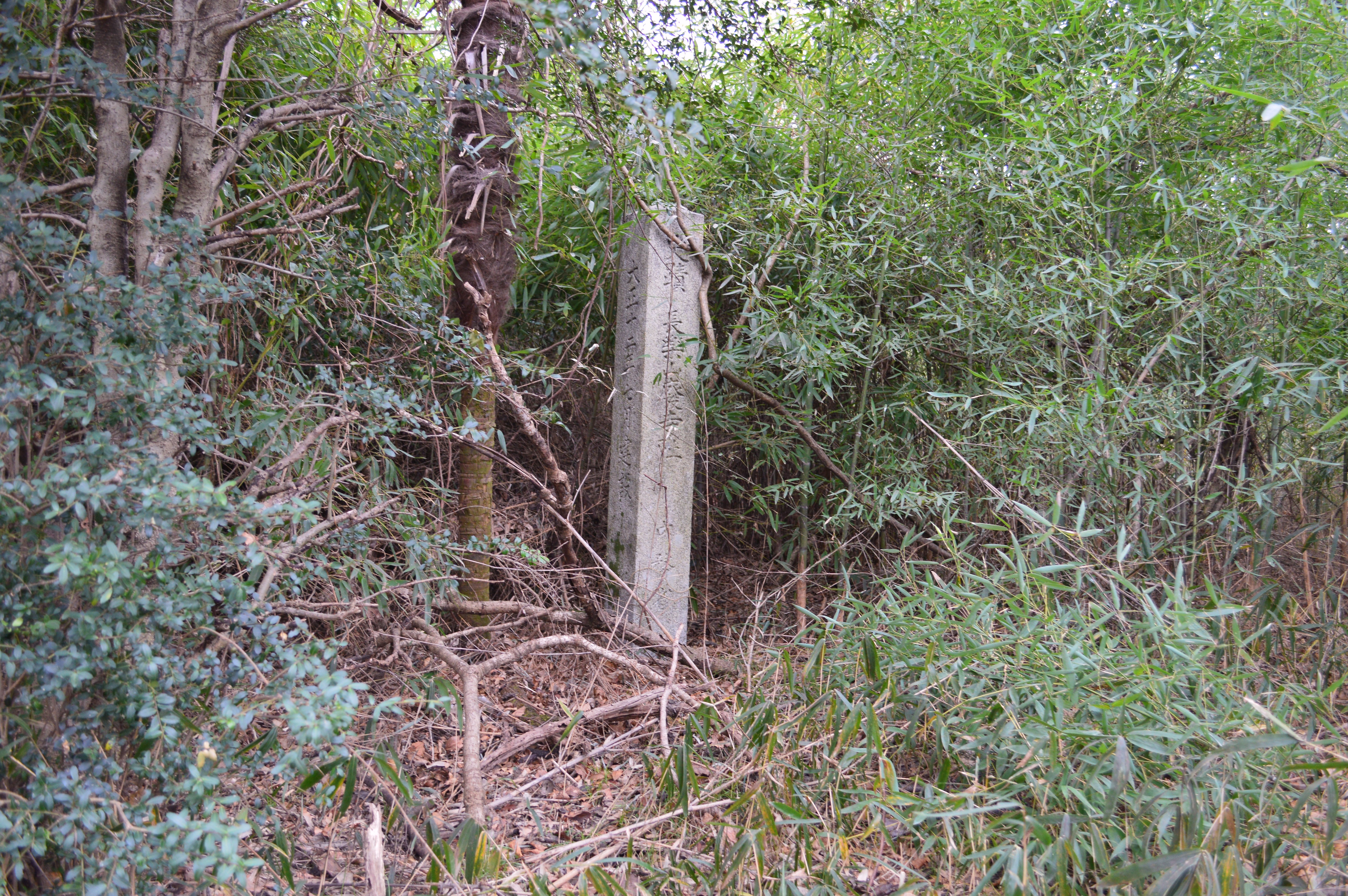
長楽山廃寺阯碑

長楽山廃寺跡（ちょうらくさんはいじあと/ちょうらくざんはいじあと）は、国分寺跡の東方約200メートルに位置する（北緯34度45分27.60秒 東経136度9分27.19秒 / 北緯34.7576667度 東経136.1575528度）。国分尼寺跡と見られる古代寺院跡で、「長楽山」は地名に基づく。国の史跡に指定されている。
伽藍は推定寺域の西側に偏っており、金堂・講堂の土壇が見つかっている。国分寺と異なり、伽藍の主軸は南北線から東に11度傾いている。長楽山廃寺においても礎石は散失しているが、金堂基壇に礎石の抜取穴があり、これより金堂の構造は桁行七間・梁行四間と推測される。なお、講堂の礎石抜取穴は見つかっておらず、他に塔・中門などの遺構も見つかっていない。

## 文化財

### 国の史跡
- 伊賀国分寺跡 - 大正12年3月7日指定、昭和19年9月28日指定解除、昭和23年1月14日再指定、昭和36年2月7日指定範囲変更[6]。
- 長楽山廃寺跡 - 大正12年3月7日指定[8]。

## 現地情報
所在地
- 伊賀国分寺跡：三重県伊賀市西明寺字長者屋敷
- 長楽山廃寺跡（伊賀国分尼寺跡）：三重県伊賀市西明寺字長楽寺